# Gaïa
Pour les articles homonymes, voir Gaïa (homonymie).
 (août 2024).
Dans la mythologie grecque, Gaïa (du grec ancien Γαῖα / Gaîa ou Γαῖη / Gaîē), ou Gê (du grec ancien Γῆ / Gê, « Terre »), est la déesse primordiale identifiée à la « Déesse Mère » et à la « Mère des titans ». Ancêtre maternelle des races divines (grand-mère de Zeus), elle enfante aussi de nombreuses créatures. Divinité chtonienne, on l'invoquait et lui sacrifiait des animaux de couleur noire. Unie à Ouranos, le dieu du Ciel, elle engendra les six Titans et les six Titanides, puis les Cyclopes, suivi des Hécatonchires (les monstres aux cent bras) et enfin les Géants. De son frère Tartare, Gaïa donna naissance à une créature terrifiante, Typhon.

## Étymologie
Le mot grec ancien γαῖα / gaîa est un doublet de même sens du mot γῆ / gê (γᾶ / gâ, dans le dialecte dorien), signifiant « terre ». Ni γῆ / gê, ni γαῖα / gaîa n'ont d'étymologie établie. On a néanmoins supposé que γαῖα / gaîa était une contamination de γῆ / gê avec αἶα / aîa, équivalent supposé de μαῖα / maîa, la « grande-mère » et qui répondrait au latin avia. Le mot grec γῆ / gê est à l'origine, à l'époque moderne, du préfixe géo-, qui compose les mots faisant référence à la terre, tels géographie, géologie, géométrie, etc.

## Mythe
Gaïa est largement évoquée dans la Théogonie d'Hésiode : au commencement c'est Chaos qui sort d'une profonde crevasse, suivi par Gaïa et Éros (l'Amour).
Gaïa donne naissance, dans un premier temps (sans intervention mâle), à Ouranos (le Ciel) afin de l'envelopper, Pontos (le Flot marin) et à Ouréa (les Montagnes et les Monts), ainsi qu'aux nymphes. S'unissant à Ouranos, elle enfante ensuite les Cyclopes (bâtisseurs de murs colossaux, à l'œil unique au milieu du front, qui donneront plus tard le foudre à Zeus), les Titans et Titanides (divinités de très grande taille, décrits comme violents et forts dans la Théogonie d'Hésiode), parmi lesquels Cronos (celui qui sauvera ses frères et sœurs de la haine de leur géniteur) et les Hécatonchires : Cottos, Briarée et Gygès (monstres possédant 50 têtes et 100 bras) et les Géants.
Fécondée ensuite par son fils Pontos, elle engendre les divinités marines primordiales : Nérée (qu'Hésiode, dans sa Théogonie, v. 233-234, fait plutôt naître du seul Pontos), puis Thaumas, Phorcys, Céto et Eurybie. Avec Tartare, elle donne naissance à Typhon et, selon le pseudo-Apollodore, à Échidna. Plusieurs autres maternités lui sont également attribuées.

### Descendance
Les descendants de Gaïa sont très nombreux. Sa descendance compte des divinités primordiales, des Titans, des Géants, des divinités marines et agrestes, des divinités mineures, diverses créatures (monstres et animaux), des rois et des peuples. Parmi les principaux enfants cités par les traditions posthésiodiques, on trouve :
- Cronos avec Ouranos ;
- le Géant Antée avec Poséidon[4] ;
- Aristée avec Ouranos (Lyriques grecs IV[Quoi ?] — Bacchylide fr. 45[Où ?]) ;
- le monstre marin Charybde avec Poséidon (Scholiaste à l'Odyssée[Où ?]) ;
- Manès (par Zeus ; Denys d'Halicarnasse, I, 27) ;
- les trois Hécatonchires Cottos, Gygès et Égéon (par Ouranos) ;
- les trois Moires (par Ouranos ; Fragments orphiques) ou (par Océan ; Lycophron Alexandra 144, Athénée Deipnosophistes 15) ;
- les trois ou quatre Muses primitives (par Ouranos ; Alcman fr. 67[Où ?] Mimnerme fr. 13[Où ?] ; Praxilla fr. 3[Où ?]) ;
- le dieu Pan (sources diverses) ;
- le dieu-satyre Silène (par le sang d'Ouranos ; Nonnos, Dionysiaques[Où ?]) ;
- le dieu agreste Triptolème (par Océan[5].

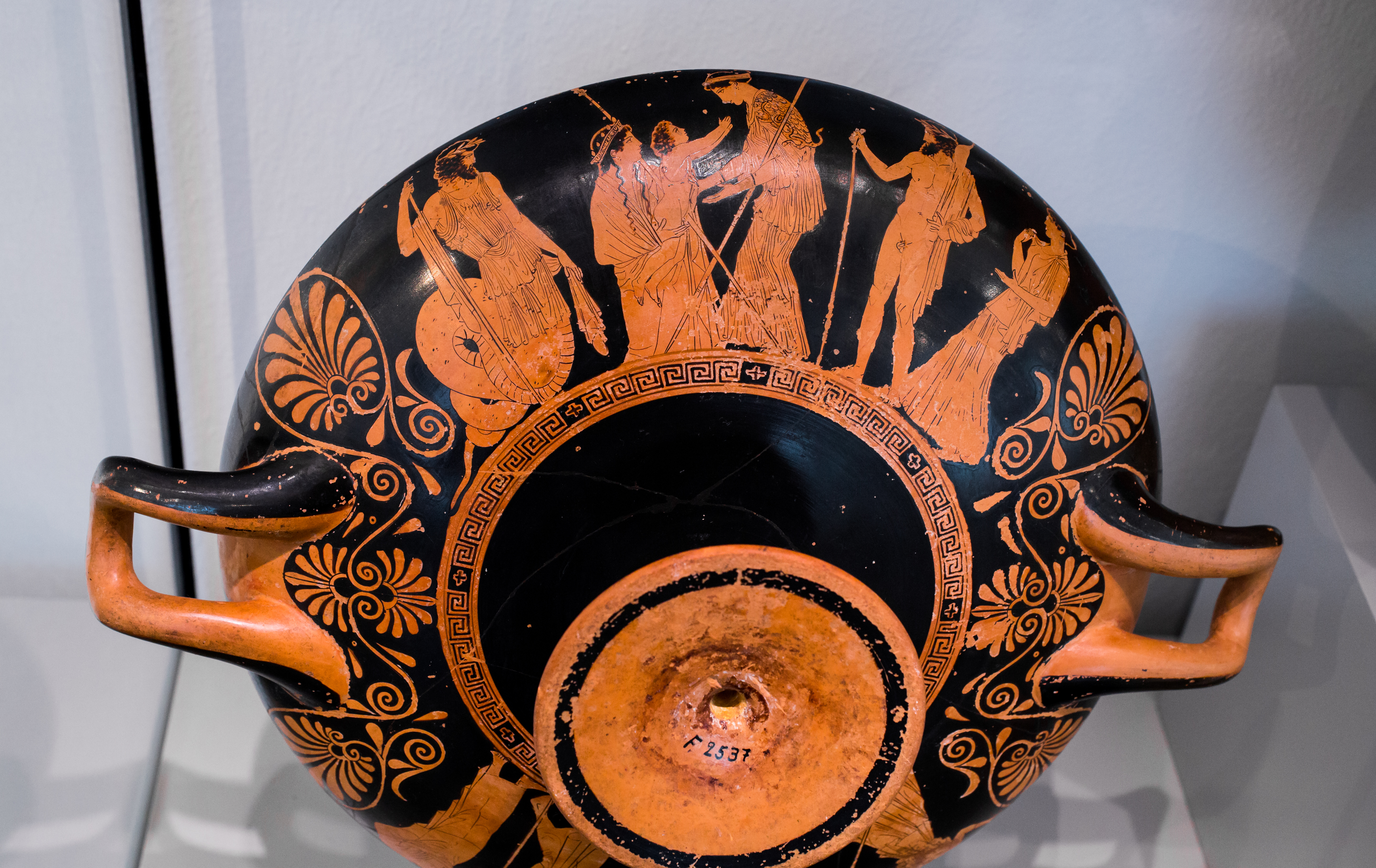
Cécrops, Gaia sortant de terre, donne le bébé Érichthonios à Athéna, Héphaïstos, Herse, Athènes. Peintre de Codros, coupe attique à figures rouges (kylix), env. 440-435 av. J.-C., trouvé à Tarquinia, Altes Museum, Berlin.

On lui reconnaissait en outre la maternité parthénogénétique de lointains héros fondateurs ou premiers hommes, tels que :
- Alalcoménée (Lyriques grecs, fragment anonyme) ;
- les Athéniens Cécrops (sources diverses) ;
- Érichthonios (Iliade, pseudo-Apollodore 3.188[Où ?], Callimaque, Fragment 260[Où ?]) ;
- Pélasgos (Lyriques grecs V[Quoi ?], fragment anonyme[Où ?]).

Et aussi de peuples mythiques entiers :
- les Cabires (sources diverses[Lesquelles ?]) ;
- les Centaures cypriotes (Nonnos, Dionysiaques) ;
- les Hyperboréens ;
- les Lestrygons de l'Odyssée ;
- les Libyens ;
- les Phéaciens (fragment d'Alcée) ;
- les Pygmées.

## Autres terre-mères
La Terre-Mère des anciens est presque toujours désignée sous les noms de Gaïa ou Gê en Grèce, de Tellus ou de Terra-Mater chez les Romains, tous considérés comme des traductions littérales du mot « Terre ». Mais au gré des traditions tardives, elle se confond, notamment chez les poètes, avec d'autres puissances fécondatrices, telles la déesse-mère phrygienne Cybèle (plus fréquemment assimilée à la Rhéa grecque) ou la déesse du foyer Hestia ou Vesta (notamment dans les Fastes du poète latin Ovide). Eschyle considère pour sa part qu'elle ne fait qu'une avec Thémis (Prométhée enchaîné) ; les traditions orphiques la désignent volontiers sous le vocable de Chthon en tant que puissance infernale (divers orphiques).
Dans la tradition gnostique au sens le plus élargi, la Terre-Mère est formée de l'Éon Achamoth (ou Sophia-Terrestre, la sagesse), rejetée du Plérôme où l'engendra à elle seule l'Éon Sophia du Dodécade (sans appoint de son pendant mâle, Thélêtos (ou Christos) la volonté). Elle erre ainsi, disséminant à travers le Kérôme, et ne faisant bientôt plus qu'un tout avec le plan terrestre.
Gaïa est assimilée au dieu de la Terre égyptien Geb.

## Interprétation
En tant que divinité première, Gaïa est, d'une certaine manière, la gardienne du pouvoir divin : c'est d'elle qu'émerge la rébellion de Cronos contre Ouranos et celle de son petit-fils Zeus contre Cronos, en une certaine quête du souverain parfait ; mais elle dresse aussi ses fils monstrueux, les Géants et Typhon, contre Zeus, mutineries vouées à l'échec. De cette façon, les Grecs ont voulu sans doute représenter les deux aspects de la nature : capable de créer la beauté harmonieuse mais également capable de faire resurgir le chaos originel.
Elle est aussi la première divinité qui pouvait prédire l'avenir, notamment à Delphes où elle sera finalement remplacée par Thémis puis Phœbé (Eschyle, les Euménides, 1 et suiv.) puis par Apollon. Mais d'autres traditions affirment qu'elle a été remplacée directement par Apollon après que celui-ci eut percé de ses flèches le dragon Python, gardien du sanctuaire de Gaïa (Hymne homérique à Apollon), né de cette dernière et du dieu-fleuve Nil juste après le déluge (Ovide, Métamorphoses, 1).

### L'«hypothèse Gaïa» de James Lovelock
Pour illustrer sa théorie — appelée hypothèse Gaïa —, l'écologiste anglais James Lovelock utilise, dès 1970, le nom et l'image de la déesse-mère Gaïa, personnifiant « la Terre comme un être vivant » (titre de son ouvrage fondateur). Selon lui, la Terre est un superorganisme, un système intelligent, s'autorégulant, et voulant permettre le développement de la Vie, objectif permis au moyen des lois gaïennes. Cette hypothèse a ses prolongements et alimente toujours des débats tant dans les milieux artistiques, académiques,, (voir aussi les articles détaillés Hypothèse Gaïa et théories Gaïa) que dans la société (Gaïanisme des courants New Age par exemple).

## Dans les arts

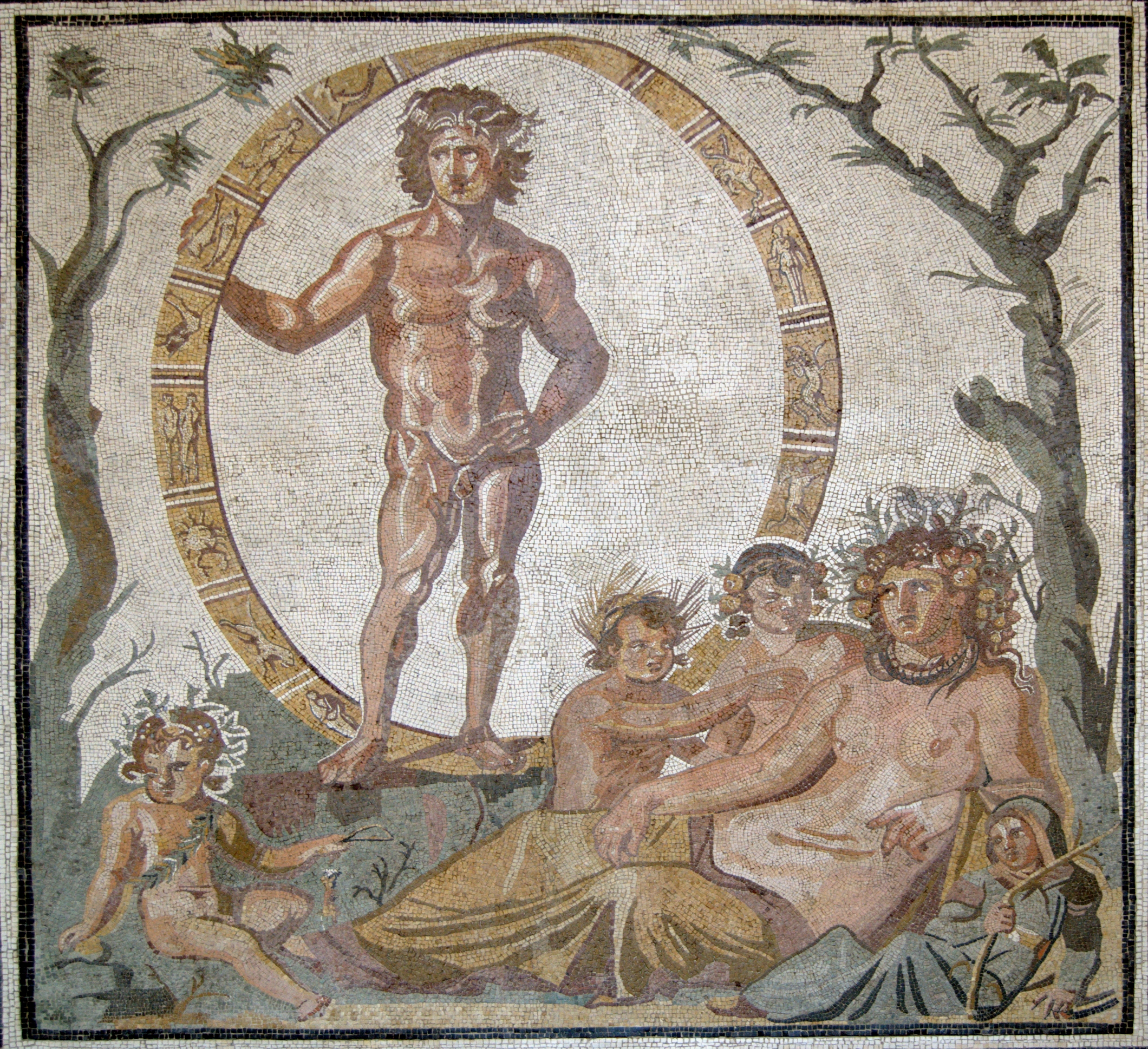
Éon et Tellus (Gaïa) entourée de quatre enfants, peut-être les saisons personnifiées, mosaïque romaine d'une villa de Sentinum, début IIIe siècle, Glyptothèque de Munich (Inv. W504).

### Arts plastiques
- Gaïa est l'une des 1 038 femmes dont le nom figure sur l'œuvre The Dinner Party de la plasticienne contemporaine Judy Chicago. Elle y est associée à la Déesse primordiale, première convive de l'aile I de la table[11].
- Gaïa est un tableau de Bruno Altmayer qui a valu au peintre le premier prix (trophée "Apocalypse Dore")[12] et le prix du public[13] au salon international Safadore 2018 du Mont-Dore.

### Audiovisuel
- Gaïa apparait en tant que personnification de la nature dans de nombreuses œuvres de fiction, sans que l'emploi de son nom se limite aux contextes faisant référence à la mythologie grecque. Elle est l'un des personnages principaux de la série d'animation écologiste Capitaine Planète.

### Littérature
- Gaia est mentionnée dans la série de romans Percy Jackson et apparait dans sa suite Héros de l'Olympe de l'auteur Rick Riordan.
- Gaïa est au centre de la Trilogie Gaïa de John Varley.

### Jeux vidéo
- Gaïa est présente dans la saga God of War, librement inspirée de la mythologie grecque. Elle apparaît d'abord dans le jeu God of War II, où elle tient un rôle secondaire en tant qu'alliée, se contentant de guider Kratos ; elle revient dans God of War III, où elle prend un rôle plus proactif avant de se retourner contre Kratos et de mourir des mains de celui-ci.